# Algernon Swinburne
 (avril 2022).
Si vous disposez d'ouvrages ou d'articles de référence ou si vous connaissez des sites web de qualité traitant du thème abordé ici, merci de compléter l'article en donnant les références utiles à sa vérifiabilité et en les liant à la section « Notes et références ».
Pour les articles homonymes, voir Swinburne.
Algernon Charles Swinburne est un poète britannique né à Grosvenor Place, Londres, le 5 avril 1837 et mort le 10 avril 1909  dans cette même ville. Il a inventé, dérivée du rondeau, la forme du roundel, et contribué à l'édition de l’Encyclopædia Britannica. Il fut nommé pour le prix Nobel de littérature chaque année de 1903 à 1907 et en 1909.
La poésie de Swinburne suscita le scandale à l'ère victorienne en raison de ses références récurrentes au sado-masochisme, au lesbianisme, au suicide, et des sentiments anti-religieux qu'elle véhicule. Il professa probablement davantage le vice qu'il ne le pratiqua, ce dont Oscar Wilde ne manqua de se moquer, Swinburne étant plus vraisemblablement algolagniaque.

## Biographie
Né dans une famille aristocratique, fils d'un amiral, Algernon Charles Swinburne passa l'essentiel de son enfance dans l'île de Wight, où ses grands-parents et ses parents possédaient des résidences. Son grand-père maternel était le troisième comte d'Ashburnham tandis que son grand-père paternel était né en France et y avait été élevé et continuait de s'habiller et de penser comme un aristocrate français d'Ancien régime. Grâce à lui et à sa mère, Algernon apprit le français et l'italien. Élevé dans la religion anglicane, il reçut donc une très solide éducation religieuse.
Durant son adolescence, il eut une relation très forte avec une cousine, Mary Gordon, qui le laissa inconsolable lorsqu'elle se maria. Il fit ses études à Eton, puis au Balliol College à Oxford, où il rencontra plusieurs personnes qui devaient avoir une influence décisive sur sa vie : les peintres Dante Gabriel Rossetti, William Morris et Edward Burne-Jones qui, en 1857, peignaient les fresques murales inspirées du Cycle d'Arthur sur les murs du Oxford Union, ainsi que Benjamin Jowett, principal du Balliol College, qui reconnut son talent poétique et le sauva de l'expulsion lorsqu'il se mit à célébrer Felice Orsini, le patriote italien qui tenta d'assassiner Napoléon III en 1858.
À sa sortie d'Oxford en 1860, il devint un ami proche des Rossetti et, après la mort de Madame Rossetti en 1862, lui et le peintre emménagèrent dans Tudor House, 16 Cheyne Walk, Chelsea.
Swinburne, de petite taille et mal bâti, était un étrange assemblage de santé fragile et de force physique, mais il était excellent nageur et fut le premier à escalader Culver Cliff dans l'île de Wight. Son tempérament était hautement excitable : on le décrivait souvent comme « démoniaque », toujours prêt à bondir d'un bout à l'autre d'un salon en déclamant des vers d'une voix stridente. Une ou deux fois, il eut des crises – peut-être de nature épileptique – en public. Il aggravait ses dispositions naturelles en buvant sans modération et, bien souvent, on le ramenait chez lui ivre mort au petit matin.
Il avait uniquement donné quelques poèmes à des revues lorsqu'il publia Atalanta in Calydon (1865), qui fut accueilli avec enthousiasme. L'année suivante, « Laus Veneris » et les Poèmes et Ballades, furent en revanche violemment attaqués comme immoraux. En 1867, Swinburne rencontra son héros Giuseppe Mazzini, qui vivait en exil en Angleterre et lui inspira les Songs before Sunrise (1867).
Ses penchants pour le sado-masochisme, et plus particulièrement la flagellation, commencèrent sans doute à Eton et furent accentués par ses relations ultérieures avec Richard Monckton Milnes, qui lui fit découvrir Sade, et l'explorateur Richard Francis Burton. On dit que Rossetti chercha à le convertir à l'hétérosexualité en lui envoyant l'écuyère de cirque américaine Adah Menken, mais que celle-ci dut renoncer : « Je n'arrive pas à lui faire comprendre, dit-elle, que cela ne sert à rien de mordre. » Quand on commença à faire des gorges chaudes de son homosexualité et de ses fantaisies sexuelles, il prit plaisir à attiser le scandale en faisant courir le bruit qu'il était aussi pédéraste, et qu'il avait des rapports sexuels avec un singe. La part de vérité dans ces histoires est discutée. Selon Oscar Wilde, il n'était qu'« un vantard en matière de vice, qui a fait tout ce qu'il pouvait pour convaincre le monde de son homosexualité et de sa bestialité alors qu'il n'est ni homosexuel ni bestial ».
En 1868, Swinburne loua avec un ami une maison à Étretat en Normandie. Le jeune Guy de Maupassant le sauva de la noyade dans une mer mauvaise. Pour le remercier Swinburne le reçut à dîner accompagné d'un autre Anglais excentrique, nommé Powel. Maupassant en eut une forte impression : il y vit une tête de mort dans une coquille rose sur une table, des tableaux étranges, une guenon tout habillée, la main écorchée et momifiée d'un supplicié. Maupassant comprit, au bout de trois visites, les mœurs de la maison. Cette aventure est racontée par Maupassant (relaté par Edmond de Goncourt dans son Journal le 28 février 1875 ) dans L'Anglais d'Étretat, paru en 1882 dans le journal Le Gaulois, et lui inspire sa première nouvelle : La Main d'écorché.
Swinburne fut également proche du peintre et poète Simeon Solomon : leur amitié d'une dizaine d'années a contribué à la création d’œuvres audacieuses sur le plan moral et esthétique, fortement marquées par un homo-érotisme assumé. Ils s'éloigneront après la condamnation de Solomon pour atteinte publique à la pudeur en 1873.
En 1879, son tuteur Theodore Watts-Dunton le persuada de mener une vie plus saine et de venir habiter chez lui, à Putney, aux environs de Londres. Il s'assagit, et une surdité grandissante contribua à le couper du monde. Il mourut de la grippe en 1909.

## Œuvres
Swinburne est considéré comme un décadent et fut associé au préraphaélisme. Par leur forme ou leurs références, un grand nombre de ses poèmes évoquent la fascination victorienne pour le Moyen Âge. On peut citer à cet égard « The Leper », « Laus Veneris », et « St Dorothy ».
Son vocabulaire et sa prosodie en font l'un des meilleurs poètes anglais, mais sa poésie a été critiquée comme exagérément fleurie et souvent vide de sens. Il fut hautement prisé par Stéphane Mallarmé ainsi que par Paul Verlaine et son ami Edmond Lepelletier (et probablement aussi par Arthur Rimbaud). Catulle Mendès l'invita, avec les plus grands poètes français de l'époque (Hugo, Mallarmé, etc.), à contribuer à un livre d'hommages, Le Tombeau de Théophile Gautier. Swinburne apporta six poèmes, en français, anglais, latin et grec.
- (en) Algernon Swinburne, Poems and Ballads[6], 1866.